# 조지 던
조지 던(George Dunn, 1914년 11월 23일 ~ 1982년 4월 27일)은 미국의 배우, 연극 배우, 텔레비전 배우이다.
브라운우드에서 태어났으며 로스앤젤레스에서 사망하였다.

## 영화
- 서버드 암 (1973년)
- 매혹당한 사람들 (1971년)
- 스트레인저 온 더 런 (1967년)
- 베이비 (1965년)
- 부츠 한 켤레 (1962년)
- 보난자 (1959년)
- 오퍼레이션 페티코트 (1959년)
- 길고 긴 여름날 (1958년)
- 자이언트 (1956년)
- 굿모닝 미스 도브 (1955년)
- 키다리 아저씨 (1955년)
- 백만장자와 결혼하는 법 (1953년)